# Гастон Мијаларе
Гастон Мијаларе (Париз, 10. октобар 1918 — Гарш, 30. јануар 2016) био је француски педагог и професор на Универзитету у Кану. Помагао је у успостављању образовних наука на универзитету од 1967.

## Биографија
Гастон Мијаларе рођен је 10. октобра 1918. у Паризу у Француској. Дипломирао је математику, психологију и психо-педагогију и има потврду о способности за инспекцију основних школа и управљање школама за образовање наставника. Мијаларе је био задужен за организацију прве класе „шестих вести“ пре него што је постао професор математике на Модерном техничком колеџу. Психо-педагогија ЕНС-а поред предавања на Универзитету Сорбоне, на Институту за психологију и на E.N.N.A. у Паризу 1953. године, Мијаларе је именован за координатора психологије на Универзитету у Кану.
На овом универзитету започео је каријеру и развио студије психологије. Након пензионисања 1984. године, Унеско га је позвао да постане директор Међународног бироа за образовање у Женеви. Гастон Мијаларе био је на овој функцији од 1987-1988. Умро је 30. јануара 2016. године са 97 година.

## Радови

### На француском језику:
- Psychopédagogie des moyens audiovisuels dans l'enseignement du premier degré, Paris, PUF, 1964
- Éducation nouvelle et monde moderne, Paris, PUF, 1966
- L'apprentissage de la lecture, Paris, PUF, 1966
- L'apprentissage des mathématiques, Bruxelles, Dessart, 1967
- Les méthodes de recherche en sciences de l'éducation, Paris, PUF, « Que sais-je ? », no 3699, 2004.
- Introduction aux sciences de l’éducation, Delachaux et Niestlé, UNESCO, 1985
- Pédagogie générale, Paris, PUF, 1991
- (co-direction) Histoire mondiale de l'éducation, avec Jean Vial, Paris, PUF, 1981, 4 volumes.
- Les sciences de l’éducation, Paris, PUF, « Que sais-je ? » no 1645, 11e édition, 2011.
- La psychopédagogie, Paris, PUF, « Que sais-je ? », no 2357, 5e édition, 2002.
- Psychologie de l'éducation, Paris, PUF, « Que sais-je ? », no 3475, 3e édition, 2011.
- Le Plan Langevin-Wallon, Paris, PUF, 1997
- Propos impertinents sur l’éducation actuelle, Paris, PUF, 2003
- Sciences de l’éducation : aspects historiques, problèmes épistémologiques, Paris, PUF, coll. «Quadrige», 2006
- Le nouvel esprit scientifique et les sciences de l'éducation, Paris, PUF, 2011
- Pour la recherche et la formation, Paris: L'Harmattan, 2013
- (dir.) Pour des états généraux de l'éducation, Paris: L'Harmattan, 2013
- Pour l'éducation - Recueil de de quelques textes significatifs  sur les aspects actuels et souvent méconnus de l'éducation, Paris: L'Harmattan, 2012

На хрватском језику:
- Мијаларе, Г. (1989). Увод у едукацијске знаности, Загреб: Школске новине.

## Допринос педагогији

### Како треба да изгледа систем наука које истражују васпитање и образовање?
Поставља се епистемиолошко питање како на научни начин исказати и успоставити све дисциплине и подручја које се данас баве проучавањем теорије и праксе васпитања и образовањем, другим речима, поставља се питање како би данас требало да изгледа систем наука које се баве истраживањем васпитања и образовања, међутим, на то питање не постоји јединствен одговор ни у свету а ни код нас. Самим тим, покреће се неколико питања:

### Питање научне систематике
Све науке, које се баве проучавањем васпитања и образовања, заједнички се називају педагошким. Појмом педагогија су обухваћена сва научна разматрања о васпитању као специфичној и друштвеној делатности. Јавља се потреба за успостављањем васпитних наука које би успешније од педагогије обухватиле све научне дисциплине које се баве проучавањем васпитања и образовања, на пример, андрагози сматрају да образовање одраслих није простор педагогије већ посебне науке – андрагогије, затим, дефектолози и кинезиолози су се и институционално одвојили од педагогије у образовању властитог подмлатка.

### Терминолошко, лингвистичко питање
Јавља се питање да ли се једним појмом – едукација, могу заменити вапитање и образовање. Такође се отвара и могућност да се едукацијом назове и делатност, али исто тако и науке које ту делатност проучавају. Ови називи су диференцијалнији, језички богатији и сасвим добро функционишу као научни појмови.

### Питање научне политике
Поставља се питање да ли ће се наша научна систематика на подручју васпитања и образовања и њена главна терминологија приближавати европским светским стандардима или не. Ово питање је тим више оправдано уколико се зна да је васпитна-образовна терминологија врло неуједначена и неразвијена. Такође се поставља питање да ли је потребно подржавати постојећа властита решења без обзира на то да ли има изгледа да се осавремене и развију у наш оригинални систем.

### Рецептивно питање
Поставља се питање да ли средина може савладати философију књиге (Увод у едукацијске знаности, 1989) чак и ако не усвоји целу њену терминологију. Такође, може ли се ослободити превладаних схема у науци и елиминисати их помоћу овде презентованих иновација. Одговор би требали дати педагошки факултети и катедре педагогије и то не само променом службене терминологије.

### Истраживачко питање
Да би се пратили светски научни токови, неопходан је конзистентан и довршен систематизацијско-терминолошки концепт за сазнавање васпитне проблематике.

### Васпитно образовно, едукацијско питање
Расправе и саветовања о темама могу да допринесу превазилажењу конзервативизма и недостатка васпитно-образовног процеса, методологије, научних истраживања и политике научног развоја. У науке о васпитању спадају све дисциплине које обухватају васпитне чињенице и ситуације у њиховом историјском, друштвеном, економском, техничком и политичком контексту. Позивају се на већ постојеће дисциплине. Садржаји наука о образовању нису универзални. За анализу или решење образовног проблема није увек најприкладније решење које користи резултате једне науке испробане на неком другом месту. Потребно је да се истраживања врше у близини места где се одвијају образовни процеси.

### Нејасноће израза едукацијске науке
Циљеви педагогије:
- пронаћи законе за појаве које се испољавају и појављују у едукацији
- придаје се важност корисности педагошке науке

Израз педагошке науке је често узет у истом значењу као и едукацијске науке. Диркем је, као један од најпознатијих теоретичара био неодлучан у погледу дефиниције педагогије; сматрао је да је педагогија пратична теорија едукације која преузима своје основне појмове од психологије до социологије. Едуар Клапаред разматра оснивање школе која би могла пружити боље психолошко и педагошко образовање едукатора и која би такође допринела напретку едукацијских наука. Тежио је ка томе да се едукацијским наукама приступи у научном духу. Поставља се питање о граматичком облику израза – једнина или множина? После 1945. године феномен едукације (васпитања) добија нове димензије; Од националног постаје интернационалан. Није ограничен само на педагошке облике већ обухвата и историјске, социолошке и политичке компоненте. Излази ван оквира својих граница и више не представља „власништво“ само едукатора (педагога).

## Четири значења васпитања
- Васпитање – институција;
- Васпитање се појављује као скуп структура, неке земље, групе земаља или неке епохе којима је сврха едукација субјеката. Те структуре делују по мање или више одређеним правилима.
- Васпитање – акција;
- Васпитање је акција која подразумева утицај одрасле генерације над онима које још увек нису зреле за друштвени живот.

Циљ јој је изазвати у детету одређени број физичких, интелектуалних и моралних својстава, што од васпитања захтева целокупно политичко друштво и друштвена средина за коју се дете посебно спрема.

### Васпитање – садржај;
Васпитање се односи на програм; ако је тачно да је за научну едукацију карактеристичан скуп спознаја, њу исто тако сачињава стварање и развој одређеног броја структура и психолошких процеса који ће изменити визију света субјекта и начин на који субјект схвата, користи и влада својим светом. Стога се анализа „васпитања (едукације) садржаја“ не може спровести без стручњака.

### Васпитање – производ
Овде се наглашава резултат васпитања-акције који је примењен на васпитање-садржаја у оквру васпитања-институције. Циљ је образовати савременог човека који се зна брзо прилагодити новим околностима и који је способан решити све бројније и све различитије проблеме који му се постављају. Може се утврдити да анализа која произилази из примене одражене методе или одређеног садржаја улази у оквир анализе васпитање-производа. Ова врло сажета анализа главних значења речи васпитање (едукација) припрема особу за каснији преглед науке, наговештавајући му да је већ сада и у овој краткој анализи појам едукацијских наука изгубио ону јединственост коју су му својевремено приписивали.

## Детерминанте васпитних чињеница и ситуација
Скуп чинилаца који делују на конкретне васпитне ситуације, Мијаларе дели се на два подскупа:
а) први подскуп се односи на све варијабле које повезују васпитне ситуације са друштвом: политичка философија, друштвена структура, економска организација, ниво технолошког развоја, историјске околности
б) други подскуп се састоји се од чинилаца који се непосредније односе на васпитање:
Друштво развија различите, мање или више структурисаније и мање или више раширеније школске установе различитих садржаја или трајања у односу на своје политичке философије и према томе школски систем се може објаснити са шест скупова варијабли:
1. Структура школске установе – различите варијабле утичу на стил односа унутар васпитне ситуације и као резултат развијају се различите врсте наставе (класична, техничка, стручна настава)
2. Програми – делују непосредно на васпитне ситуације у зависности од тога да ли су прилагођени психолошком нивоу и развоју ученика, да ли је програм тежак или лак итд.
3. Методе и технике – често су наметнуте од стране државе, различите методе и технике доводе у већем или мањем степену до резултата
4. Материјални услови
5. Регрутовање и образовање наставног кадра – изузетно је битно да је наставни кадар квалитетно изабран
6. Финансирање – од финансирања васпитања и васпитних услова увелико зависи и квалитет образовања. Дакле, постоје огромне разлике између образовања у богатим, капиталистичким земљама где су у могућности да деци пруже модерне технике и сиромашним социјалистичким земљама где модерне технике деци не могу бити приуштене.[2]

### Четири значења речи васпитање
Проширење васпитне делатности (проширење самог подручја васпитања), некада се под васпитањем мислило само на интелектуално и морално васпитање, међутим, данас се односи и на физичко, естетско, емоционално... Сложеније гледање на васпитне ситуације које узима у обзир посматрања свих њихових компоненти. Васпитање захтева један интердисциплинарни приступ проучавања.
- узраст: деца али и одрасли
- чиниоци васпитања: породица, школа али и паралелна школа – све што се одвија ван породице и школе (друштвени живот, медији, слободно време)

### Шеснаест наука о васпитању
Анализом свих подскупова дефинисали смо шеснаест нехијерархијски поређаних поређаних наука о вапитању.
1. Филозофија васпитања – задатак филозофије да испитује циљеве васпитања. Циљеви васпитања се односе на самог човека док филозофија покушава да интегрише све науке о васпитању.
2. Историја васпитања – бави се комплетном историјом васпитне делатности, од историје педагошких доктрина и установа па све до историје метода и техника, садржаја. Нарочито се бави анализом образовних система.
3. Социологија васпитања – бави се анализирањем места и функције школске институције унутар друштва и односа између школе и друштва. Анализира школу као ћелију.
4. Етнологија васпитања – има задатак да описује, објашњава и упоређује различите облике васпитања у различитим срединама.
5. Планирање васпитања – практична метода припремања одлука и организовања њиховог спровођења. Као таква, метода је повезана и са другим наукама (социологија, демографија, психологија).
6. Управљање васпитањем
7. Компаративно васпитање – делатност чији је циљ истицање, анализирање и појашњавање сличности и разлика међу факторима коју утичу на васпитање.
8. Физиологија васпитања -  полази од тога да је ученик живи организам чије физиолошке функције утичу на његов психички живот и понашање, те се због тога узимају у обзир и физиолошки чиниоци.
9. Психологија васпитања – проучава понашање са психолошког гледишта. Комплементарна је са физиологијом васпитања
10. Школска демографија – пружа податке о профилима ученика, али и наставног кадра, као и свим неопходним подацима о онима који учествују у васпитању и образовању којима се стручњаци служе како би унапредили квалитет образовања и васпитања
11. Економика васпитања – како школска демографија пружа неопходне податке из којих се извлачи оно што нам је потребно приликом реформе система образовања и васпитања. Економика служи како би се водило рачуна о финансијама и трошковима приликом тих реформи.
12. Комуникацијске вештине – комуникација се провлачи кроз све науке које се служе појмом васпитања и тиме их повезује.
13. Дидактика и теорија програма – бави се многим питањима која помажу наставнику да буде што бољи:чему настава неког предмета? који јој је садржај? коме се обраћа? како су пренети садржаји? акви су резултати?
14. Психосоциологија малих група – бави се проучавањем правила функционисања група, циљевима група, начина комуницирања унутар група...
15. Наука о васпитним методама и техникама – педагошке методе омогућавају бољу анализу и представљају практично једини начин проучавања елемената васпитања.
16. Наука о евалуацији – процена метода и анализа добијених резултата.[2]

### Четири педагошке науке
1. дидактика и теорија програма
2. комуникационе вештине
3. наука о васпитним методама и техникама
4. наука о евалуацији
5. остале науке не чине педагогију али су повезане са њеним методама и техникама.

### Методе истраживања наука о васпитању
Методе се састоје од више или мање организованих скупова делатности у зависности од сврхе коришћења те методе. Методе у наукама о васпитању су бројне и њихов број, али и врста зависе од предмета проучавања неке науке или делатности о којој се ради.
Неке од најчешћих метода су:
1. Рефлексивна метода
2. Историјска метода
3. Метода логичке анализе
4. Метода a contrario
5. Дијалектичка метода
6. Анализа садржаја
7. Експериментална метода
8. Метода посматрања[1]